# Étang de la Crouzille
L'étang de la Crouzille est un lac artificiel français créé par la construction d'un barrage sur le cours supérieur du Vincou, dans le département de la Haute-Vienne. Il se situe dans le petit massif des monts d'Ambazac, sur le territoire de la commune de Saint-Sylvestre.
Bordé par l'autoroute A20, il constitue depuis 1926 l'une des cinq réserves d'eau potable de la ville de Limoges et de son intercommunalité.
Sa proximité avec plusieurs anciennes mines d'uranium soulève régulièrement des questions quant à la pollution de l'eau, notamment dans le reportage télévisé Uranium, le scandale de la France contaminée, diffusé en 2009. Des travaux réalisés par Areva entre 2012 et 2017 ont fortement réduit la présence de radionucléides, en détournant le cours de certains ruisseaux alimentant l'étang et transitant par les anciennes mines, et en mettant en place un bassin de traitement fonctionnant avec la tourbe. 